# Декреты Нуэва-Планта

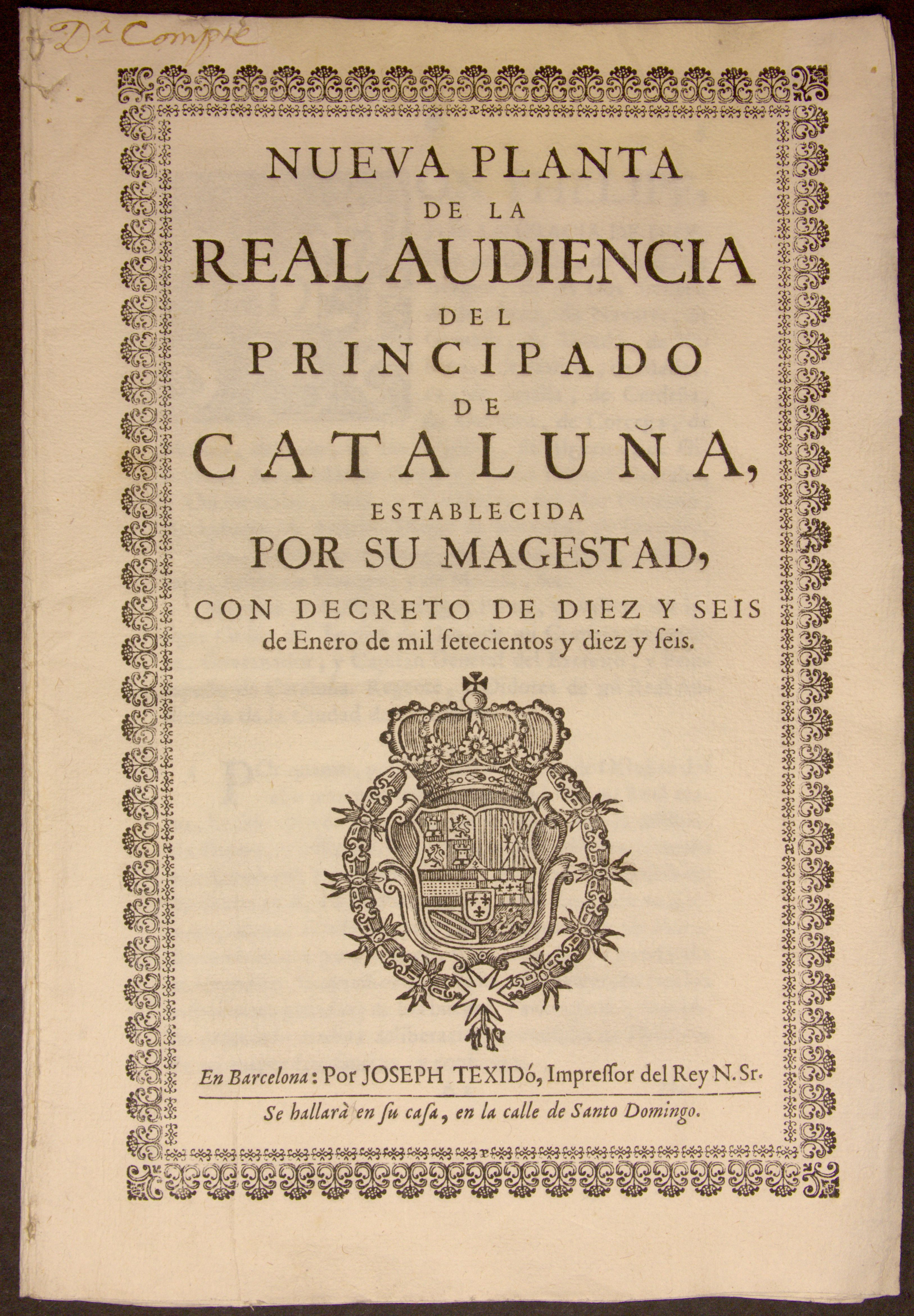
Декреты Нуэва-Планта, 1705—1716 г.г.

Декреты Нуэва-Планта (кат. Decrets de Nova Planta, исп. Decretos de Nueva Planta) — три королевских указа, которыми были ликвидированы политические структуры Каталонии, Валенсии, Балеарских островов (каталонские страны) и Арагона.

## Декреты Нуэва-Планта
Декрет Нуэва-Планта от 29 июня 1707 года касался королевств Валенсии и Арагона, декрет от 28 ноября 1715 года — Майорки и Питиузских островов, декрет от 16 января 1716 года — княжества Каталонии.
Эти указы были подписаны во время и сразу после Войны за испанское наследство. Указы относились к тем территориям, которые поддержали другого претендента на испанскую корону, Карла VI Габсбурга. Например, Наварра и Страна Басков сохранили свои права, так как поддерживали Филиппа V, но в связи с дальнейшей централизацией Испании самоуправление этих территорий также постепенно сужалось и было окончательно ликвидировано в XIX веке.
Декретами Нуэва-Планта были ликвидированы все местные политические структуры, которые не соответствовали модели более централизованной Кастилии. Фактически система «совместного суверенитета» центральной королевской власти и местных органов самоуправления была заменена на централизованную модель по примеру Франции, откуда была родом испанская династия Бурбонов. В Каталонии и Валенсии были распущены местные кортесы, на Балеарских островах — Большой и Главный совет (кат. Gran i General Consell), который также исполнял функции парламента. Церкви были переданы не свойственные ей функции (например, в 1730 году архиепископ Майорки приказал переписать парафиальные реестры, заменив каталонские имена своих прихожан на кастильские). Каталаноязычные территории более не имели права осуществлять экономический, фискальный, юридический контроль, был наложен запрет на чеканку собственных денег.
Территория каталонских стран декретами были разделены на провинции, которыми управляли назначенные из Мадрида губернаторы (кат. Capità General), для управления экономикой и финансами создавались специальные провинциальные органы, которыми управляли интенданты (кат. intendències provincials). В Мадриде были созданы государственные секретариаты (кат. secretaries d'Estat), которые со временем стали называться министерствами. При короле был создан Совет Кастилии (исп. Consejo de Castilla), в котором бывшее королевство Арагон имело меньше депутатов, чем, например, Наварра, Галисия или Астурия, а также общеиспанский парламент, который, тем не менее, не играл значительной роли в централизованной испанской монархии.
13 апреля 1711 года новый королевский указ возобновил часть прав Арагонского королевства, однако каталаноязычных территорий эти изменения не коснулись.

## Северная Каталония
В Северной Каталонии наступление на права местного населения начались раньше: после Пиренейского договора между Испанией и Францией 7 ноября 1659 года и присоединения северо-каталонских районов Руссильон, Баляспи, Кунфлен, Капси и Альта-Серданья к Франции (интересно, что испанский король официально не уведомил об этом каталонские власти до 1702 года) в течение одного года были ликвидированы все традиционные каталонские политические институты (несмотря на то, что в договоре был сделан акцент на том, что в присоединённых к Франции районах сохраняется каталонское самоуправление), а 2 апреля 1700 года Людовик XIV своим указом обязал с 1 мая того же года во всех официальных государственных учреждениях использовать исключительно французский язык.

## Первые акты протеста после введения в действие Декретов Нуэва-Планта
Несмотря на репрессии со стороны испанской и французской монархий и отсутствие собственных политических и административных структур, каталонцы сохранили национальное самосознание и начали борьбу за восстановление своих прав. Уже в 1734 году во французском переводе выходит политическое сочинение Выход для усыплённых (кат. Via fora els adormits), в котором звучит призыв к европейским державам возвратить независимость каталанских стран (кат. domini català que amb utilitat de l’Europa pot reviure) и создать либо «свободную каталонскую республику», либо воссоздать независимое Арагонское королевство.
В 1736 году было написано Об альянсе с Его Величеством Георгом Августом, королём Великой Британии (кат. Record de l'Aliança fet el Sereníssim Jordi Augusto Rey de la Gran Bretanya), где напоминалось о Женевском договоре 1705 года и обещанную некогда помощь в создании Свободной республики Каталонии (кат. Republica Libera de Cathalunya). Это сочинение было датировано 1736 годом, было отмечено, что это «22 год нашего рабства» (кат. any 22 de nostra esclavitud).